# Forst (Bern)
Forst är en ort i kommunen Forst-Längenbühl i kantonen Bern, Schweiz
Forst var fram till 31 december 2006 en kommun i amtsbezirk Thun i kantonen Bern i Schweiz. Den 1 januari 2007 slogs kommunen samman med Längenbühl till kommunen Forst-Längenbühl.